# Union baptiste bolivienne
L’Union baptiste bolivienne (espagnol : Unión Bautista Boliviana) est une association chrétienne évangélique d'églises baptistes en Bolivie. Elle est affiliée à l’Alliance baptiste mondiale. Son siège est situé à Cochabamba.

## Histoire
L’Union a ses origines dans une mission baptiste canadienne en 1898 à Oruro . Elle est officiellement fondée en 1936 . Selon un recensement de l’association, en 2023 elle disait avoir 267 églises et 50,580 membres.

## Écoles
En 1941, elle a fondé le Séminaire théologique baptiste de Cochabamba .